# Комплекс Сакалин Затоане
Комплексът Сакалин Затоане (на румънски: Complexul Sacalin Zătoane) е защитена зона от национален интерес на Румъния, която съответства на 1-ва категория IUCN (строг природен резерват от тип птича фауна), разположена в окръг Тулча на административната територия на община Сфънту Георге.

## Местоположение
Естествената зона се намира в централно-източния край на окръг Тулча (в южната делта) близо до устието на Черно море до ръкава Сфънту Георге, територията югоизточно от село Сфънту Георге. Отделена е от Черно море посредством тесни речни ръкави и представлява новообразувал се остров с площ 214,1 км². Най-близкият град е Сулина.

## Описание
Природният резерват с площ от 21.410 ха е обявен за защитена зона със Закон № 5 от 6 март 2000 г., публикуван в Официален вестник на Румъния, № 152 от 12 април 2000 г. (относно одобряването на Националния план за устройство на територията – раздел III – защитени територии) и е включена в Националния парк Делта на Дунав (биосферен резерват) в списъка на световното наследство на ЮНЕСКО. Основан е през 1961 г.
Естествената зона е пясъчна зона (хребети, пясъчни дюни, блатисти езера, пясъчни блата, водоеми, водни дупки) близо до устието на един от ръкавите на Дунав (Братулуй Сфънту Георге) в Черно море.
Островът от всички страни е обграден от море, реки, речни ръкави и канали: Каналул Перишор (рум. Canalul [Canal] Perişor), рибарник (рибовъдна ферма) „Перишор“ (1300 ха), пясъчен остров Гриндул Перишор (1530 ха), Каналул Таръта (Canalul (Canal) Tărâța), Каналул Красникал (Canalul Crasnical), Каналул Паладе (Canalul Palade [Cisterna]), Каналул Бухаз (Canalul Buhaz [Uncova]), Каналул Затон-Бухаз (Canalul Zăton-Buhaz [Ciotica]), Братулуй (Ръкав) Сфънту Георге (Brațului [Brațul] Sfântu Gheorghe), р. Олинка (Olinca) и Черно море от юг. На него има 5 по-големи езера: лагуна Сакалин (Laguna Sacalin), ез. Затонул Маре (Lacul Zătonul Mare), ез. Затонул Мик (Lacul Zătonul Mic), ез. Лежай (Lacul Lejai) и ез. Варатица (Lacul Văratica). Обединен е с бившите острови Сакалину Маре (Голям Сакалин) и Сакалину Мик (Малък Сакалин), които в миналото бяха отделни острови, а по-късно бяха обединени в остров Сакалин.
Резервата приютява и осигурява условия за гнездене и хранене за няколко вида мигриращи, преминаващи или гнездящи птици, включително: червена чапла (Ardea purpurea), гривеста или жълта чапла (Ardeola ralloides), къдроглав пеликан (Pelecanus crispus), розов пеликан (Pelecanus onocrotalus), поен лебед (Cignus Cygnus), лопатарка (Platalea leucorodia) и блестящ ибис (Plegadis falcinellus).